# Maylis (prénom)
Pour les articles homonymes, voir Maylis.
Maylis est un prénom féminin.

## Historique
Ce prénom apparaît pour la première fois dans les statistiques de l'Insee en 1932, avec 5 attributions dans le département des Landes.
Jusqu'en 1969 il reste cantonné aux départements des Landes, Gironde et Basses-Pyrénées. En 1970 il atteint la région parisienne puis, peu à peu, une majorité de départements français.
Son nombre d'attributions annuelles est passé par un maximum de 352, en 2007. Depuis 1900 jusqu'en 2019, le prénom "Maylis" a été attribué 2028 fois en France.
Dans le sillon de "Maylis", plusieurs autres prénoms apparaissent dans les statistiques de l'Insee : Mailys 1947 ; Mailis. 1971 ; Maïlys 1973 ; Maelis 1979 ; Mayliss 1982. L'intention des parents et la sonorité qu'ils ont voulu exprimer par ces diverses orthographes, pourraient seules indiquer si ces noms sont, ou ne sont pas, liés à "Maylis".

## Origine
La prépondérance des départements français des Pyrénées-Atlantiques, des Landes et de la Gironde dans sa répartition, montre bien que ce prénom est majoritairement une reprise du nom du village de Maylis, en Chalosse, dans le sud du département des Landes. Pour l'étymologie, on se reportera donc à celle de ce village, célèbre dans sa région pour le culte marial qui lui est attaché, mais dont le nom lui-même n'a rien à voir avec Marie. Il ne faut pas non plus accorder de crédit à l'étymologie très populaire qui voit dans le nom de ce village un assemblage du gascon "mair" prononcé : ['maj]  (may) (= mère) et du français "lis", qui formerait "may-lis".
Toutefois, il est indéniable que le prénom Maylis doit en grande partie son existence et son succès à cette théorie étymologique. 

En orthographe occitane normalisée, Maylis s'écrit : "Mailís".

## Prononciation
En Chalosse, sa région d'origine, et tout comme le nom du village éponyme, on prononce "mèylis" [mɛj'lis].

## Fête
En raison du lien populaire fait avec sainte Marie, les Maylis sont fêtées le 15 août.

## Maylis célèbres
- Maylis de Kerangal, femme de lettres ;
- Pour l'ensemble des articles sur les personnes portant ce prénom, consulter :
  - la liste des articles dont le titre commence par ce prénom
  - les listes produites par Wikidata : Liste des personnes de prénom « Maylis » — même liste en incluant les éventuels prénoms composés qui contiennent « Maylis ».

## Bande dessinée
Maïlis est le troisième tome de la série de bande dessinée Simon du Fleuve. Le scénario, les dessins et les couleurs sont de Claude Auclair.

## Lieux
- Abbaye Notre-Dame de Maylis
- Village de Maylis